# 金黃色 (馬)

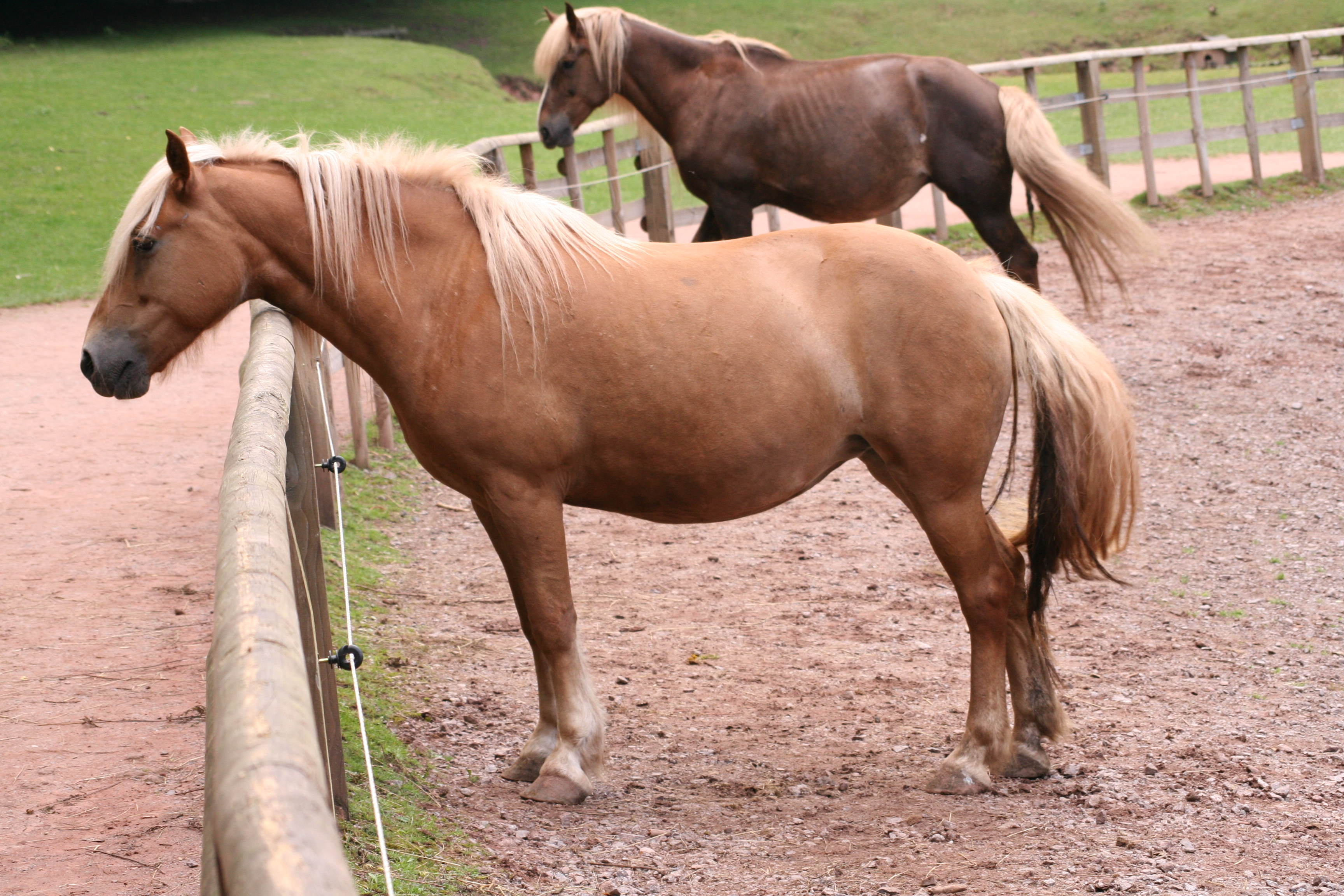

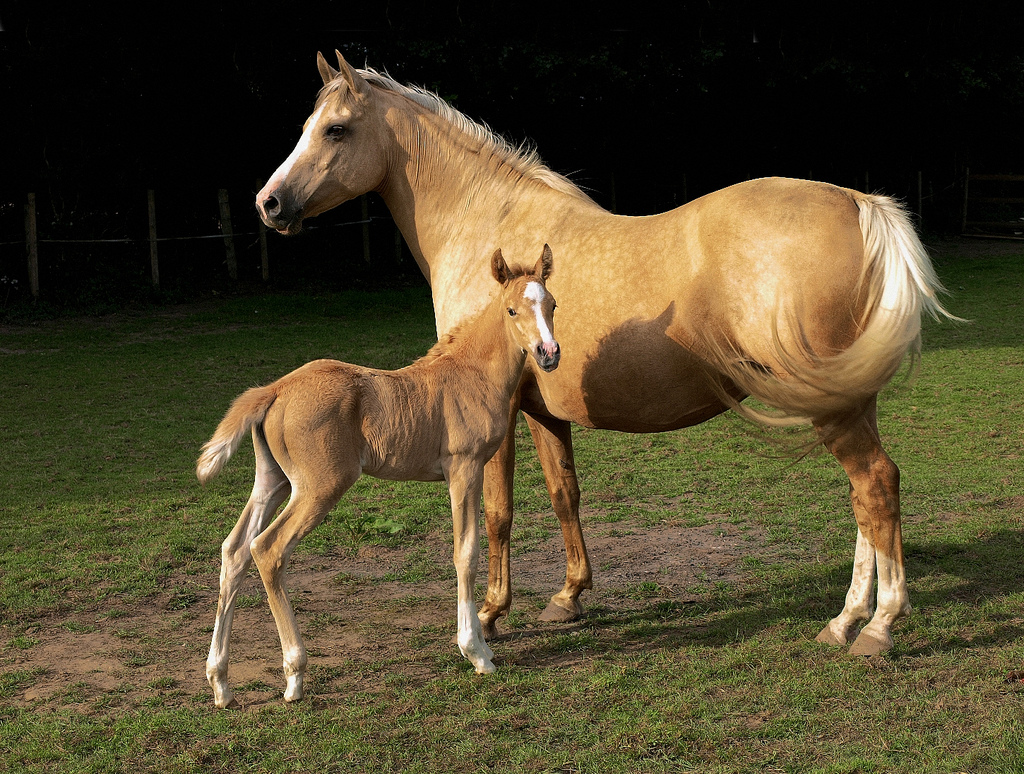

金黃色是馬的其中一種毛色，主要由原毛色演化而成。

## 特徵
馬匹身上毛髮為金黃色，而四肢，鬃毛和尾毛的毛髮為白色，而皮膚是黑色及深色的眼睛。

## 原因
在馬匹中的稀釋基因 MATP 為顯性CCr/Cr， 把原有毛色栗色稀釋為金黃色所致。

## 外部連結
- Palomino horse genetics & photos
- "The Palomino Horse"
- The Palomino Horse Association, founded in 1936 （页面存档备份，存于）
- Palomino Horse Breeders of America, founded 1941 （页面存档备份，存于）